# Joanne (canción de Lady Gaga)
«Joanne» es una canción de la cantautora estadounidense Lady Gaga, incluida en su quinto álbum de estudio, Joanne (2016). Fue escrita y producida por ella junto a Mark Ronson, con ambos recibiendo apoyo de BloodPop en la producción. El tema es un homenaje a la tía de la artista, Joanne Germanotta, quien falleció en 1974.
Fue lanzada como tercer sencillo del álbum en Italia el 22 de diciembre de 2017 y más tarde el 24 de enero de 2018 a nivel mundial en una nueva versión titulada «Joanne (Where Do You Think You're Goin'?)», la cual cambiaría la guitarra por el piano como instrumento predominante. En los premios Grammy de 2019, la canción ganó el premio a la mejor interpretación vocal pop solista.

## Antecedentes y composición
Desde los inicios de su carrera, Gaga ha explicado en numerosas entrevistas la gran influencia de su tía Joanne Germanotta, quien fue víctima de abuso sexual y murió por complicaciones de lupus en diciembre de 1974. La artista escribió la canción junto a Mark Ronson y la describió como el «verdadero corazón y el alma» de Joanne (2016). En la canción, Gaga expresa el impacto que tuvo la partida de Joanne en ella y su familia, especialmente en su padre y su abuela. Según la artista, «Joanne» busca sanar a aquellos que han tenido que lidiar con las pérdidas familiares.
«Joanne» es una balada country pop escrita en primera persona desde la perspectiva de la familia de Gaga. Tiene un tempo adagio de 74 pulsaciones por minuto y está escrita en la tonalidad de sol mayor. De acuerdo con Gaga, la canción fue grabada en una sola toma. En su instrumentación predomina principalmente la guitarra acústica, en ocasiones acompañada con la percusión, que se complementa con la voz de Gaga, que incluye un tono suave como arrullos.
El 22 de diciembre de 2017, Interscope Records envió la canción a las radios de Italia como tercer sencillo oficial del disco. Posteriormente, el 24 de enero de 2018, Gaga anunció mediante sus redes sociales que la canción sería reeditada en una versión de piano titulada «Joanne (Where Do You Think You're Goin'?)» y la misma sería lanzada como tercer sencillo oficial del álbum a nivel mundial el 26 de ese mes.

## Comentarios de la crítica
En su versión original incluida en Joanne, la canción recibió buenos comentarios de la crítica, que la destacaron como uno de los momentos fuertes del disco. Sal Cinquemani de Slant Magazine habló favorablemente de «Joanne» porque la voz de la artista se destaca y se puede apreciar la minuciosa producción del disco. Por su parte, Patrick Bowman de Idolator.com destacó como únicos puntos fuertes del disco a «Joanne» y «Hey Girl» por ser «personales» y «dramáticas». Marc Snetiker de Entertainment Weekly mencionó como las mejores canciones del álbum a los temas inspirados en el timbre de Nashville, que eran «Joanne» o «A-Yo».

## Promoción

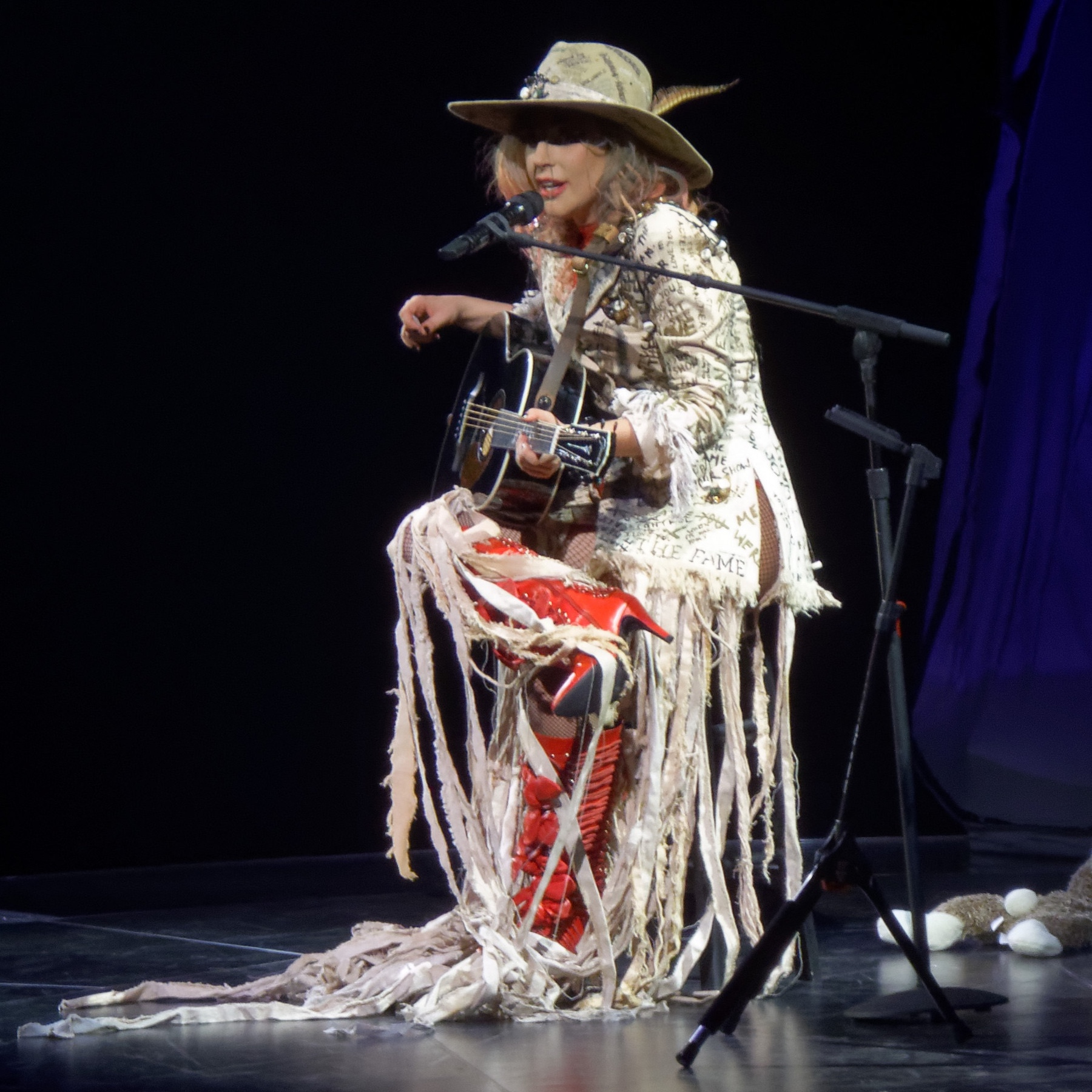
Gaga interpretando «Joanne» en el Joanne World Tour.

### Vídeo musical
El 24 de enero de 2018, Gaga anunció que la versión de piano de «Joanne» sería acompañada de un videoclip, del cual mostró un adelanto de 30 segundos en donde se ve a la artista caminando por unas vías de tren con su guitarra.

### Presentaciones en vivo y uso en los medios
Gaga interpretó «Joanne» en vivo por primera vez el 20 de octubre de 2016 en la ciudad de Nueva York como parte de su Dive Bar Tour, y más tarde la cantó de nuevo el 26 de ese mes en Los Ángeles. El 4 de noviembre, presentó una versión acústica de «Joanne» en el programa News Zero Japan. Posteriormente, el 9 de diciembre la cantó en el programa Alan Carr's Happy Hour junto a «Million Reasons». Además de ello, «Joanne» fue tocada en una escena del documental de la artista, Gaga: Five Foot Two, en donde la abuela de Gaga, madre de Joanne, escucha la canción por primera vez. Dicha escena fue aclamada por la crítica como uno de los mayores momentos del documental, con varios describiéndola como «desgarradora» y «conmovedora». Por otra parte, la canción fue incluida en el repertorio de su Joanne World Tour, donde era la decimonovena canción interpretada.

## Premios y nominaciones
| Año  | Premiación     | Categoría                        | Resultado | Ref.   |
| ---- | -------------- | -------------------------------- | --------- | ------ |
| 2019 | Premios Grammy | Mejor interpretación pop solista | Ganadora  | [ 21 ] |